# Cuenta de resultados
La cuenta de resultados permite calcular y explicar los beneficios o pérdidas de una empresa.
Se puede expresar de formas diversas, según se agrupen los diversos conceptos de ingresos y costes, y según  cuales sean los criterios que se sigan a la hora de contabilizar esos ingresos y costes.
Los dos tipos de cuenta de resultados más habituales son la cuenta de resultados o cuenta de pérdidas y ganancias que se prepara con un objetivo fiscal, y la cuenta de resultados que se calcula con el objetivo de ayudar a la gestión de la empresa, tratando de entender cuáles son las fuentes de ingreso y de coste y dónde se localizan los beneficios o las pérdidas de la empresa.
La primera, que suele conocerse como "cuenta de pérdidas y ganancias" responde a los criterios legales que determina la hacienda de cada país, con el objetivo de determinar la cuantía del impuesto sobre los beneficios empresariales.
La segunda, conocida como "cuenta de resultados marginal", trata de entender cuál es el margen bruto que obtiene la empresa cuando deduce de sus ingresos, sus costos directos, y de saber cuál es el costo de estructura que tiene la empresa.
El esquema básico de cálculo es el siguiente:
- Ingresos

- Costos directos

- Margen Bruto

- Costos de estructura

- Resultado de explotación

Al resultado de explotación se le deducen los intereses para obtener el Resultado Ordinario de la empresa.
- Datos: Q5793741